# قلعة تبنين

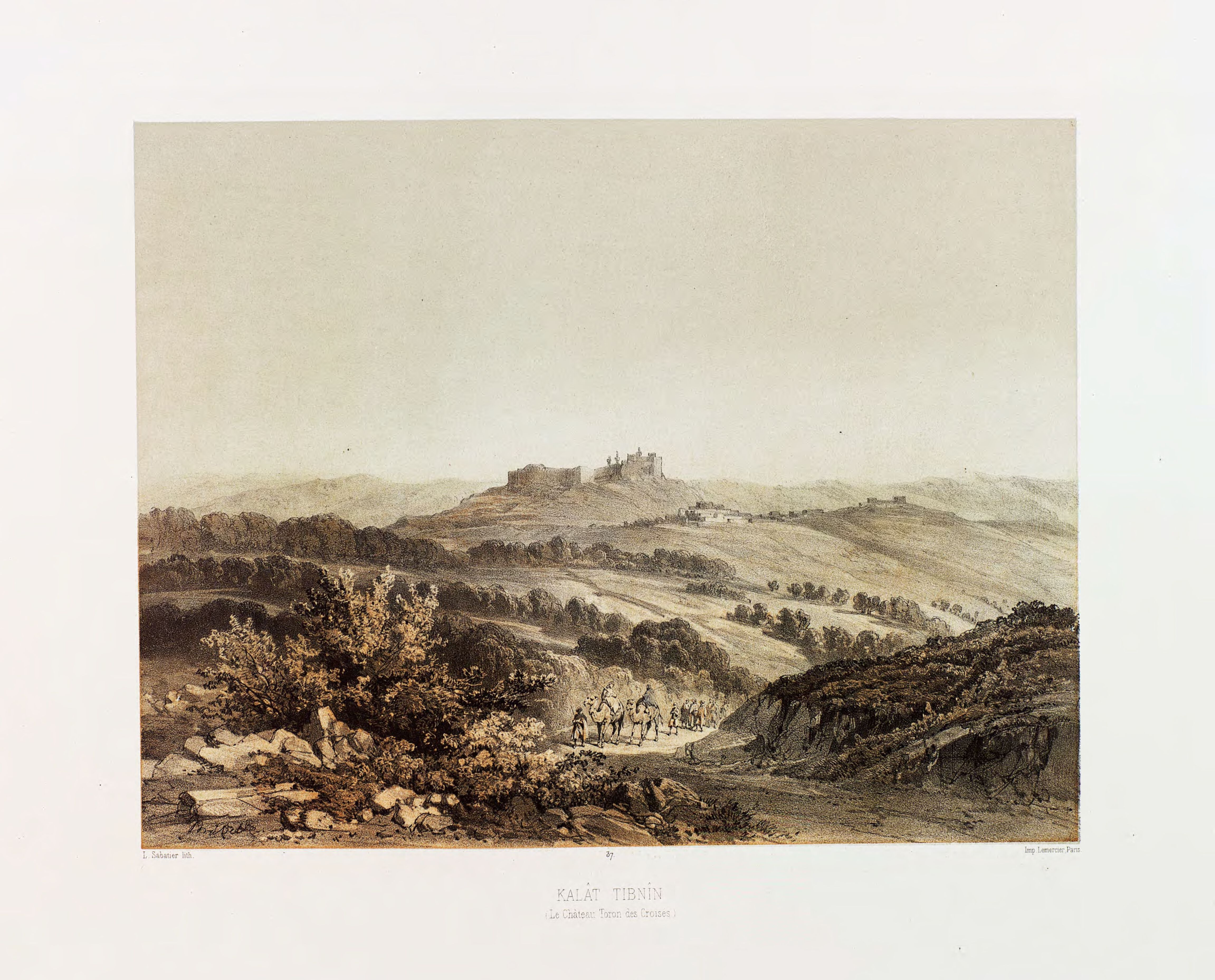
رسم تخطيطي لقلعة تبنين عام 1857، للفنان فان دي فيلدي

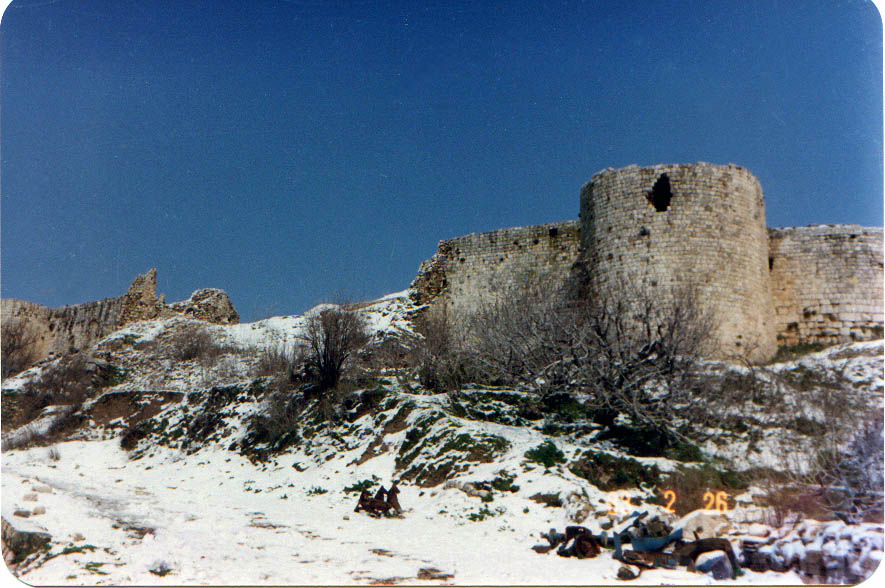
القلعة الصليبية في قرية تبنين

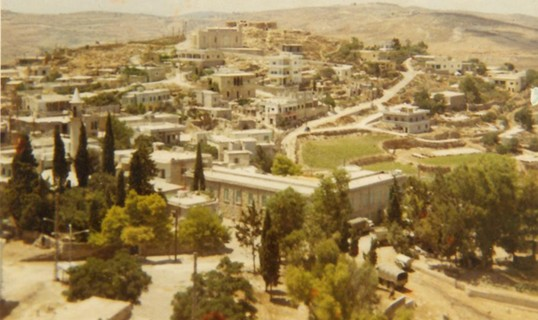
منظر من قلعة تورون

قلعة تبنين أو تورون، الآن تبنين أو تبنين في جنوب لبنان، كانت قلعة صليبية كبرى بنيت في جبال لبنان على الطريق من صور إلى دمشق. كانت القلعة مركزًا لسيادة تورون، وهي ملكية داخل مملكة القدس، وهي في الواقع تابعة لإمارة الجليل.

## سيادة تورون
بنى القلعة هيو فوكيمبيرج، أمير الجليل، عام 1106 م للمساعدة في الاستيلاء على صور. بعد وفاة هيو، داهم عز الملك محيط تبنين، فقتل السكان وسرق الغنائم. أصبحت تبنين منطقة إقطاعية مستقلة، مُنحت إلى همفري الأول قبل عام 1109.
بعد همفري الأول ملك تورون، انتقلت القلعة وسيادة تورون على التوالي إلى نسله همفري الثاني وهمفري الرابع. قرابة عام 1148 ورث تورون بانياس، التي أعطاها القتلة لبلدوين الثاني في عام 1128، وذلك عندما تزوج همفري الثاني من ابنة رينيه بروس، سيد بانياس وأسيبيبي. باع همفري الثاني أجزاء من بانياس وشاستل نيوف إلى فرسان الإسبتارية في عام 1157. دمج بانياس مع تورون حتى سقطت في يد نور الدين زنكي في 18 نوفمبر 1164، وعندما استعيدت أصبحت جزءًا من سيادة جوسلين الثالث في الرها.
كان همفري الرابع أيضًا أمير أولتريجوردان. ظلت تورون في أيدي الصليبيين حتى عام 1187، عندما سقطت في أيدي قوات صلاح الدين الأيوبي بعد معركة حطين التي دمر فيها صلاح الدين الممالك الصليبية تقريبًا. وبعد عشر سنوات، في نوفمبر 1197، حوصرت تورون من قبل الوحدة الألمانية المشاركة في الحملة الصليبية عام 1197 وكان من الممكن أن تسقط. إلا أن الحامية الإسلامية المكونة من رجال قبيلة الصيد وفواز صمدت حتى وصول الإغاثة من مصر.
في عام 1219، قام السلطان المعظم سرًا بتفكيك دفاعات تورون والقلاع الأخرى. فككت لأن قوات الحملة الصليبية الخامسة استولت على الدفاعات الأكثر أهمية في دمياط على دلتا النيل وأصبحت الآن تهدد القاهرة. كان السلطان المعظم مستعدًا لاستبدال المعاقل في فلسطين بتلك الموجودة في مصر، لكنه كان يرغب في عدم إعطاء مدن قوية يمكن الدفاع عنها للصليبيين إذا تمكن من تجنب ذلك. على الرغم من أن التبادل لم يكن ضروريًا، إلا أن الموقع الجغرافي للمواقع ظل مهمًا للصليبيين الذين كانوا مهتمين باستعادة القدس من سيطرة المسلمين.
في الواقع، على الرغم من تدميرها، استرد تورون صفد وهونين بموجب معاهدة عام 1229، بعد عامين فقط من وفاة المعظم في 11 نوفمبر 1227، على يد فريدريك الثاني من السلطان الكامل. نظرًا لأنه بيع قلعة تورون في عام 1220 إلى الفرسان التوتونيين جنبًا إلى جنب مع الأراضي المسماة سينيوري دي جوسلين، فقد وصل الأمر إلى نزاع بينهم وبين أليس أرمينيا، ابنة أخت همفري الرابع ووريثة سيادة تورون. نجحت أليس في المطالبة بحقوقها أمام المحكمة العليا وقام فريدريك الثاني بتعيين السيادة لها. ولكن يبدو أن الفرنجة لم يتمكنوا من الاستيلاء على الأراضي، وفي عام 1239، عندما انتهت المعاهدة، سقطت تورون مرة أخرى في أيدي الأيوبيين. وبعد ذلك بعامين، في عام 1241، استعادها إلى الصليبيين بموجب معاهدة بين ريتشارد كورنوال والسلطان الصالح من مصر.
في عام 1244، صمدت القلاع في وجه الجيش الخوارزمي وحققت هدفها المتمثل في إحباط هجوم المسلمين على القدس. ومع ذلك، سقطت القدس في نهاية المطاف في أيدي العدد الهائل من الخوارزميين وأصبحت المهمة الأساسية للقلاع بالية. ومع ذلك، ظلت تورون في أيدي الصليبيين بشكل ضعيف، وكانت تحت حصار المماليك بشكل دوري حتى أدى جهاد بيبرس إلى عزلها. بعد حصار قصير، سمح بيبرس، في عرض نادر للرحمة، للكتيبة الصليبية الصغيرة بالإخلاء مقابل الاستسلام، وهو ما قبلوه.
كان أسياد تورون يميلون إلى أن يكونوا مؤثرين للغاية في المملكة؛ همفري الثاني كان شرطيًا في القدس. كان همفري الرابع متزوجًا من إيزابيلا، ابنة الملك أمالريك الأول (انتقل تورون إلى المجال الملكي أثناء زواجهما لكن لقبه عاد إلى همفري الرابع بعد طلاقهما). وكانت أيضًا واحدة من القلائل الذين لديهم خلافة وراثية مباشرة في خط الذكور، على الأقل لبضعة أجيال. كان أسياد تورون مرتبطين أيضًا بسيادة أولتريجوردان من خلال زواج همفري الثالث وميراث همفري الرابع لأمهم. دمج تورون لاحقًا مع المجال الملكي لصور، والذي ذهب إلى فرع من أنطاكية، ثم ورثتهم من مونتفورت.

### أمراء تورون
- همفري الأول من تورون (قبل 1109 – بعد 1136)
- همفري الثاني ملك تورون (قبل 1137 – 1179)
  - (همفري الثالث متوفى قبل والده)
- همفري الرابع ملك تورون (1179 – 1183)
- المجال الملكي (1183 – 1187)
- همفري الرابع (مستعاد) (1190 – ج. 1192)
  - احتلها المسلمون حتى عام 1229 ولم يستخدم اللقب
- أليس أرمينيا (1229 – بعد 1236)، حفيدة همفري الثالث
- ماريا أنطاكية أرمينيا (بعد 1236 – 1239)، حفيدة أليس وحفيدة إيزابيلا من أرمينيا، ابنة همفري الثالث.
  - احتلها المسلمون من عام 1239 حتى عام 1241
- فيليب مونتفورت (1241 – قبل 1257)
- يوحنا مونتفورت (قبل 1257 – 1283)، سيد صور. وقد فقدت مرة أخرى في عام 1266
- همفري مونتفورت (1283 – 1284)، سيد بيروت، سيد صور
- أموري مونتفورت (1284 – 1304)
- روبن مونتفورت (1304 – 1313)، سيد بيروت
- همفري مونتفورت (ت 1326)، شرطي قبرص، سيد بيروت الفخري
- إيشيفا من مونتفورت (ت. قبل 1350)، زوجة بيتر الأول ملك قبرص وسيد بيروت الفخري

كان لتورون تابعين خاصين بها، سيادة شاستيل نوف وسيادة مارون. بنى شاستل نيوف على يد هيو فالكنبرج حوالي عام 1105، ولكن سلمه لاحقًا إلى فرسان الإسبتارية، حتى سقطت في أيدي نور الدين عام 1167. أُعطي مارون عام 1229 للفرسان التوتونيين مقابل مطالباتهم بتورون.

## القلعة

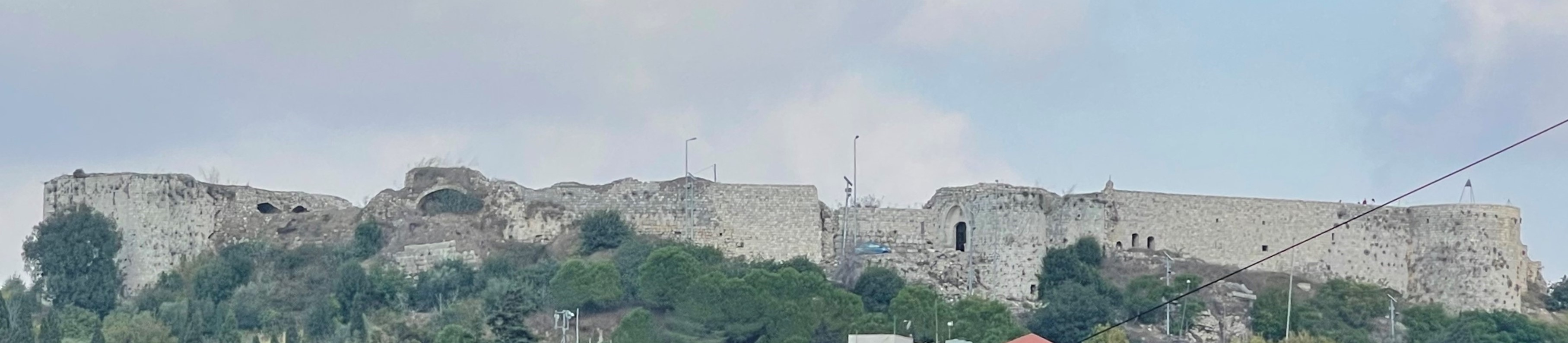
منظر لتورون دي شوفالييه في تبنين من الناحية الغربية للقرية

تقع قلعة طورون على تلة شديدة الانحدار، وهي في الواقع تل من العصر البرونزي، شمال قرية تبنين، على ارتفاع 725 متر (2,379 قدم) فوق مستوى سطح البحر. وهو بيضاوي الشكل ومخططه يتبع خطوط التل. كان بها ذات يوم اثني عشر برجًا مستطيلًا، أحدها - في الجنوب - كان برجًا محصنًا. القلعة، التي هدمها المماليك عام 1266، أعيد بناؤها بعد 500 عام في منتصف القرن الثامن عشر على يد الشيخ الشيعي ناصيف النصار خلال صراعه ضد الحكم العثماني. لقد استخدم أنقاض أسوار القرون الوسطى كأساس لحملة إعادة البناء، وبالتالي تظهر القلعة اليوم بشكل أساسي على أنها بناء عثماني. واستخدمت القلعة بعد ذلك كمنزل وقاعدة لبيت الأسعد عائلة ناصيف.[بحاجة لمصدر]
وفي عام 1881 لوحظ أنه كان مقر إقامة الحاكم المحلي، ويعيش فيه حوالي عشرين مسلماً.

## روابط خارجية
- مقالة وصور بانورامية بزاوية 360 درجة